# Сангрия
Сангрия (на испански: sangre, означаващо „кръв“) е наименованието на напитка, защитена със закон в Испания и Португалия и представляваща ароматизирано смесено винено питие. Напитката съдържа червено вино, парчета от плодове и плодов сок и често се смесва със силни спиртни напитки. Сангрията се сервира студена в гарафа или ако времето е горещо, се разрежда с вода. Сангрията е напитка, която се използва по време на партита, подобно на пунша в Англия и болето в Германия.

## Начин на приготвяне
Цейлонското канеленото дърво, Индийското орехче, Джинджифилът , Мента, Карамфил (подправка)
Съставните части на сангрията са следните:
- Червено вино: Тъй като вкусовите качества на напитката не зависят съществено от качеството на виното, не е необходимо да се използва твърде скъпо вино. За предпочитане е да се използват сухи вина, а може и бели вина, при която се получава бяла сангрия.
- Концентрирана спиртна напитка, като най-добре е да се използват бренди или високоалкохолен ликьор. Може да се добавят и уиски, ром, коняк, водка или джин.
- Плодове:  Могат да се използват различни плодове, като най-често това са праскова, ябълка и портокал
- Захар, като освен нея могат да се използват за подслаждане и други продукти като мед.
- Газирана напитка като газирана вода, тоник или лимонада.
- Подправки: могат да бъдат най-разнообразни, като се добавят в зависимост от индивидуалните вкусове. Обикновено се използват канела, индийско орехче, джинджифил, мента, Карамфил (подправка).

Първоначално се нарязват плодовете, добавя се виното, подправките, концентрирания алкохол и подсладителя. След това сангрията престоява няколко часа в хладилник. През лятото се поднася с лед.